# Consommé

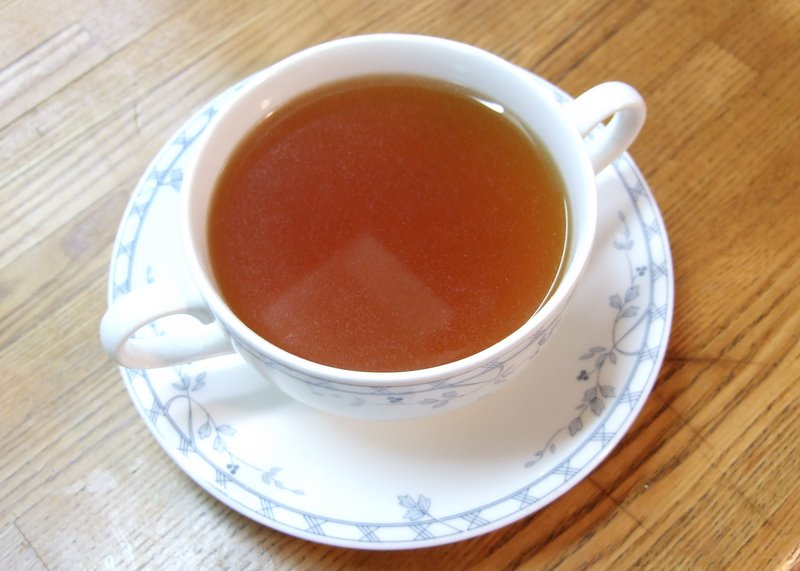
Hausgemachte doppelte Geflügelkraftbrühe

Consommé (französisch für vollendet bzw. Kraftbrühe) ist in der internationalen Küchensprache die Bezeichnung für eine Kraftbrühe bzw. eine doppelte Kraftbrühe (Consommé double). Ihre Grundlage bilden die jeweiligen Grundbrühen (die einfachen Fleisch- und Knochenbrühen, franz. Bouillons). Unter Zugabe von weiteren Rohstoffen (insbesondere arteigenes Klärfleisch) in die Bouillons werden die Extraktivstoffe und damit der Geschmack intensiviert. Kraftbrühen müssen immer "goldklar" und fettfrei sein. Mit Suppeneinlagen ergänzt, bilden sie aromatische und appetitanregende klare Suppen.
Ohne nähere Bezeichnung geht man bei Consommé stets von einer Rinderkraftbrühe aus, andere Erzeugnisse müssen nach gültigen Rechtsauffassungen immer näher bezeichnet werden (zum Beispiel Wildkraftbrühe). Doppelte Kraftbrühen erhält man durch Zugabe der doppelten Menge Klärfleisch sowie einer größeren Menge Wurzelgemüse.

## Unterscheidung zur klaren  Suppe
Consommé  gehört zu den klaren Suppen. Mit dem festen Begriff klare Suppe sind in der Küchensprache jedoch Suppen gemeint, die in dem Sinne „klar“ sind, dass diese nicht eingedickt werden, während eine Consommé durch den typischen Klärprozess „klar“ gemacht wird.

## Zubereitung
Zuerst wird eine Grundbrühe aus Fleischabschnitten und Knochen des jeweiligen Rohstoffes hergestellt, indem diese gemeinsam mit Gemüse, Kräutern und Gewürzen mehrere Stunden ausgekocht werden. Aus der Grundbrühe wird mit Hilfe von Klärfleisch, Eiklar, Wurzelgemüse und Eis eine klare Kraftbrühe (Consommé) hergestellt – Eiklar und Fleischeiweiß bewirken die Klärung der Suppe. Das ausgekochte Fleisch ist danach zäh und praktisch wertlos.
Die ungeklärte Grundbrühe wird in der Regel auf der Speisekarte so nicht angeboten.
Demnach erhält man bei Zugabe von:
- geschrotetem Rindfleisch (Hesse) eine Rinderkraftbrühe,
- geschrotetem Hühnerfleisch eine Geflügelkraftbrühe (französisch: consommé de volaille),
- geschrotetem Wildbret eine Wildkraftbrühe (französisch: consommé de gibier),
- eiweißreichem Fischfleisch eine Fischkraftbrühe (französisch: consommé de poisson).[2][3][4]